# Laika (companyia)
La companyia Laika, LLC. (abans anomenada Will Vinton Studios) és un estudi d'animació stop-motion nord-americà especialitzat en llargmetratges, en contingut comercial per a tots els mitjans, en vídeos musicals i en curtmetratges. L'empresa és coneguda especialment per les seves pel·lícules d'stop-motion com Coraline, ParaNorman, The Boxtrolls i Kubo and the Two Strings. L'estudi és propietat de Nike, el president de la qual és Phil Knight, i es troba a Portland (Oregon). El seu fill, Travis, treballa actualment com a president i conseller delegat de l'estudi. L'empresa comptava antigament amb dues divisions, Laika Entertainment, pels llargmetratges, i Laika/house, pel contingut comercial. Laika va decidir separar la divisió comercial de l'estudi el juliol de 2014 per centrar-se completament a la producció de cinema. La nova divisió comercial independent s'anomena actualment HouseSpecial.

## Història
A finals de 1990, Will Vinton Studios, conegut pels seus anuncis i les seves pel·lícules stop-motion, va buscar pressupost per a més llargmetratges i va contractar a diversos inversors externs, entre els quals s'incloïa  Nike i el seu propietari Phil Knight. En 1998, Knight va fer la seva inversió inicial i el seu fill Travis va començar a treballar en l'estudi com a animador. En 2002, Phil Knight va adquirir financerament Will Vinton Studios amb la intenció de crear una productora de llargmetratges. L'any següent, Henry Selick, director de Malson abans de Nadal, es va unir a l'estudi com a director supervisor. Durant el mes de juliol de 2005, Laika va ser fundada i va substituir Will Vinton Studios. A partir d'aquell moment, Laika va obrir dues divisions: Laika Entertainment pels seus llargmetratges i Laika/house pel treball més comercial, com els anuncis publicitaris i els vídeos musicals. També van anunciar els seus primers projectes, entre els quals es trobaven una pel·lícula de stop-motion anomenada Coraline i la pel·lícula d'animació CGI Jack & Ben's Animated Adventure.
L'estudi va acomiadar a una part significativa del seu personal l'any 2008, quan es va cancel·lar el seu segon llargmetratge planejat Jack & Ben's Animated Adventure. L'any següent, l'estudi va donar a conèixer el seu primer llargmetratge, Coraline, que va rebre una nominació a l'Oscar a la millor pel·lícula d'animació, als Bafta per a Millor pel·lícula animada, als Globus d'Or per a Millor pel·lícula animada i vuit nominacions als Annie Awards, de les quals va guanyar tres per Millor banda sonora en una pel·lícula animada, Millor disseny de personatges i Millor disseny de producció. Després de dirigir Moongirl i Coraline, sense èxit per renegociar el seu contracte, Henry Selick va sortir de Laika l'any 2009.
A finals de 2009, l'estudi va acomiadar a més personal en el seu departament d'animació per ordinador per centrar-se exclusivament en la tècnica de l'stop-motion. El seu segon llargmetratge amb aquesta tècnica va ser ParaNorman, que es va estrenar el 17 d'agost de 2012, i que també va rebre una nominació a l'Oscar a la millor pel·lícula d'animació, com també una nominació a la Millor pel·lícula d'animació en els premis Bafta, i vuit nominacions en els premis Annie Awards, guanyant dos: Millor animació de personatge i Millor disseny de personatge.
Després de treballar en anuncis de stop-motion per a clients com Apple Inc., Fox Sports, ESPN i Coca-cola, Laika va dividir el seu departament de publicitat el juliol de 2014, per centrar-se exclusivament en la producció de cinema. La nova divisió comercial independent va passar a anomenar-se HouseSpecial.
La seva tercera pel·lícula, The Boxtrolls, va ser estrenada el 26 de setembre de 2014, i es va basar en la novel·la de fantasia i d'aventures d'Alan Snow, Here Be Monsters!. Va ser dirigida per Anthony Stacchi i Graham Annable i, de nou, va rebre una nominació a l'Oscar a la millor pel·lícula d'animació, al Globus d'Or per Millor pel·lícula animada i cinc nominacions pels Annie Awards, entre les quals destacaven Millor pel·lícula d'animació, Millor doblatge i Millor disseny de producció.
La seva quarta pel·lícula va ser Kubo and the Two Strings, que es va estrenar el 19 d'agost de 2016. Va rebre dues nominacions als Oscars, per Millor pel·lícula animada i Millors efectes visuals (convertint-se en la segona cinta d'animació en aconseguir-ho, darrere de Malson abans de Nadal). Va guanyar el premi Bafta per Millor pel·lícula animada. També va rebre una nominació en els Globus d'Or a Millor pel·lícula animada, i deu nominacions als Annie Awards, de les quals va guanyar tres, Millor animació de personatge, Millor disseny de producció i Millor editorial per a una producció.
Laika també ha comprat els drets de la novel·la de fantasia escrita per Colin Meloy, Wildwood, i el llibre de fantasia de Philip Reeve, Goblins, per adaptar-los al cinema.
A març de 2015, Laika va anunciar que ampliava l'estudi amb la intenció de produir una cinta animada cada any.

## Filmografia

### Llargmetratges
Pel·lícules estrenades
| # | Títol                    | Data de llançament     | Pressupost   | Recaptació           | RT  | MC |
| - | ------------------------ | ---------------------- | ------------ | -------------------- | --- | -- |
| 1 | Coraline                 | 6 de febrer de 2009    | $60,000,000  | $124,596,398         | 90% | 80 |
| 2 | ParaNorman               | 17 de febrer de 2012   | $88,000,000  | $107,139,399         | 87% | 72 |
| 3 | The Boxtrolls            | 26 de setembre de 2014 | $60,000,000  | $108,108,204         | 75% | 61 |
| 4 | Kubo and the Two Strings | 15 d'agost de 2016     | $60,000,000  | $ 69,279,910         | 97% | 84 |
| 5 | Missing Link             | 15 d'agost de 2016     | $100,000,000 | [ 16 ] [ 17 ] [ 18 ] |     |    |

Pel·lícules en desenvolupament
| Títol              | Refs.                       |
| ------------------ | --------------------------- |
| Wildwood           | [ 11 ] [ 19 ] [ 20 ] [ 21 ] |
| The Night Gardener | [ 22 ]                      |
| Piranesi           | [ 23 ]                      |

### Curtmetratges
| # | Títol                                          | Data d'estrena         |
| - | ---------------------------------------------- | ---------------------- |
| 1 | The Legend Of Cranky Verne                     | [ 24 ] [ 25 ] [ 26 ]   |
| 2 | Joe Blow                                       | [ 26 ] [ 27 ]          |
| 3 | Dia de los Muertos                             | [ 26 ] [ 28 ]          |
| 4 | A Dream For Hokusai                            | [ 26 ] [ 29 ]          |
| 5 | They Might Be Giants - Bastard Wants To Hit Me | 2005                   |
| 6 | Moongirl                                       | 24 de setembre de 2005 |
| 7 | The Mouse that Soared                          | 2009                   |
| 8 | ParaNorman: The Thrifting                      | 2025                   |

### Treballs per contracte
| Any  | Títol                              | Nota(s)                           |
| ---- | ---------------------------------- | --------------------------------- |
| 2005 | Corpse Bride                       | Producció                         |
| 2007 | King of Califòrnia                 | Seqüència del somni               |
| 2011 | A Very Harold & Kumar 3D Christmas | Segment en stop-motion/claymation |